# Escudo de Mieres

Escudo de Mieres

El Escudo de Mieres fue aprobado por la Dirección General de Administración local, dependiente del ministerio de la Gobernación, el 29 de diciembre de 1964.
Escudo cortado. En la partición superior, sobre campo de plata, las armas de la familia Bernaldo de Quirós: dos llaves de azur enlazadas por los anillos, con tres luneles en cada flanco y tres flores de lis. En la partición inferior, maza y martillo de azur y plata colocados en aspa, rueda dentada de azur y ondas de agua en la punta, todo ello sobre campo de oro. Al timbre, corona real cerrada.

Los Quiroses traen por armas seis luneles colorados en campo blanco, tres en cada parte, que son veinte y quatro medias lunas, que manifiestan veinte y quatro banderas que se ganaron a los moros en aquel tiempo por los de este apellido trayendo cada Bandera su media luna. Los Bernaldos dos llaves azules en el medio, con tres flores de lis de oro, las dos de ellas tienen en medio las llaves, y la otra encima en medio de ellas.

La partición inferior simboliza el río Caudal, que atraviesa el municipio, y las dos principales actividades del concejo, la minería y la industria.